# Савиново (Казань)
Савиново (Старое Савиново, тат. Савин, Sawin) — микрорайон и бывшее село в Ново-Савиновском районе Казани.

## География
Савиново расположено в северо-восточной части Ново-Савиновского района, у железнодорожного моста через Казанку. Южнее расположена улица Гаврилова, восточнее — Казанка, севернее — речка Савиновка и участок «797 км» — «Дербышки» Северного внутригородского железнодорожного хода, западнее — посёлок Брикетный.

## История
Основана не позднее 1603 года. Название произошло предположительно от тюркского имени Саин. По второй ревизии 1728 года, в деревне проживало 75 душ мужского пола, относившихся к сословию крестьян. Четвёртая ревизия 1781 года выявила в деревне 83 ревизских души экономических крестьян.
В 1799 году в Савинове была построена церковь, а в 1885 году открыта земская школа. В начале XX века окрестности Савинова рассматривались в качестве одной из площадок, на которых предполагалось построить второй казанский железнодорожный вокзал.
Во время Гражданской войны Савиново дважды переходило из рук в руки: 7 августа 1918 года сюда отступили выбитые из Казани небольшие отряды красных, а 8 августа в село перешло под контроль Народной армии КомУча; 8 сентября того же года Савиново заняли части 5-й армии РККА.
С середины XIX века до 1924 года село Савиново входило в Каймарскую волость Казанского уезда Казанской губернии (с 1920 года — Арского кантона Татарской АССР) С 1924 года в составе Воскресенской волости Арского кантона Татарской АССР. После введения районного деления в Татарской АССР в составе Воскресенского (Казанского, 1927—1938), Юдинского (1938—1958), Высокогорского (1958—1963, 1965—1984) и Зеленодольского (1963—1965) районов. На низшем административном уровне входила в Савиновский (1919—1932), Борисоглебский (1932—1973) и Кадышевский (1973—1984) сельсоветы. При создании Ленинского района Казани в его состав предполагалось включить и Савиново, однако позже передача его в состав Казани была признана нецелесообразной.
В 1984 году присоединено к Ленинскому району Казани. В второй половине 1980-х гг. часть домов бывшего села была снесена для постройки т. н. «Молодёжного жилого комплекса» (квартал № 26М Ленинского района). После разделения Ленинского района на Авиастроительный и Ново-Савиновский в 1994 году, Савиново вошло в состав последнего.

## Население
| 1859 | 1878 | 1905 | 1927 | 1956 | 2000-е |
| ---- | ---- | ---- | ---- | ---- | ------ |
| 278  | ↘276 | ↗462 | ↗656 | ↘635 | ↘267   |

## Улицы
Названия улиц посёлка утверждены протоколом заседания исполкома Кадышевского сельского совета народных депутатов от 10 ноября 1983 года.
- 2-я Кадышевская (тат. 2 нче Кадыш урамы, 2 nçe Qadış uramı) — начинаясь от улицы Гаврилова, заканчивается у ГСК «Клуб ННМ». Застроена частными малоэтажными домами. Протяжённость — 0.5 километра, почтовый индекс — 420132[29].
- 3-я Кадышевская (тат. 3 нче Кадыш урамы, 3 nçe Qadış uramı) — начинаясь от улицы Гаврилова, заканчивается, немного не доходя до Савиновки. Застроена в основном частными малоэтажными домами. Протяжённость — 0.5 километра, почтовый индекс — 420123[30].
- 5-я Кадышевская (тат. 5 нче Кадыш урамы, 5 nçe Qadış uramı) — начинаясь от улицы Гаврилова, заканчивается пересечением с 3-й Кадышевской улицей. Застроена в основном частными малоэтажными домами. Протяжённость — 0.6 километра, почтовый индекс — 420123[31].

## Люди, связанные с селом
- Вениамин (Пуцек-Григорович), митрополит Казанский и Свияжский (1762—1782)[32].
- Василий Заусайлов, купец и коллекционер-археолог[33].

## Примечательные объекты
- Церковь
- Кладбища (русское — у церкви, татарское — за железной дорогой, существует с 1960-х гг.)[34] .